# Youri Golovkine

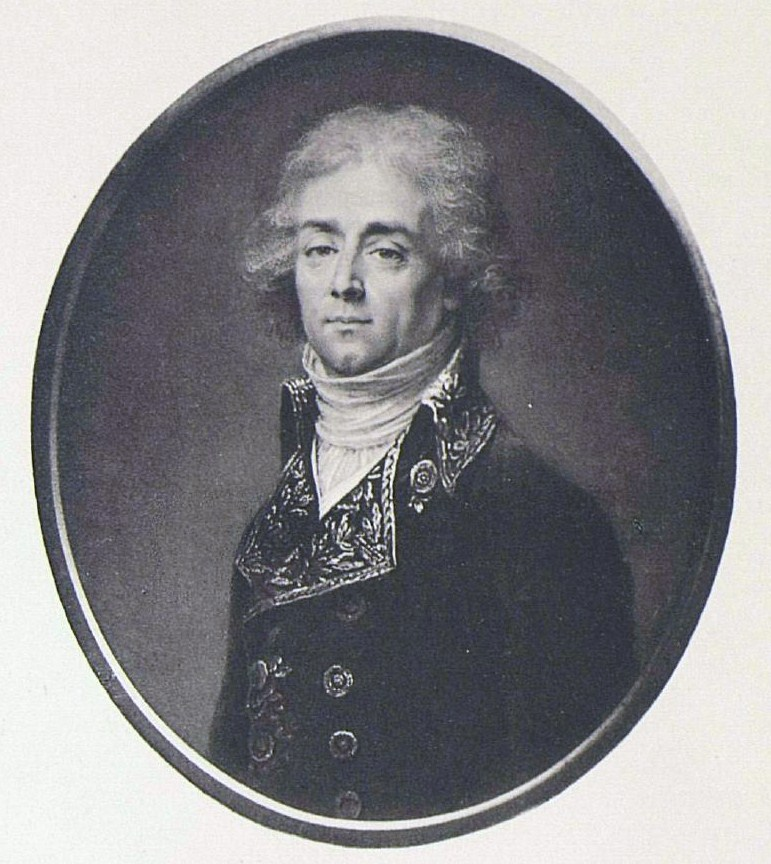
Le comte Golovkine dans les années 1790.

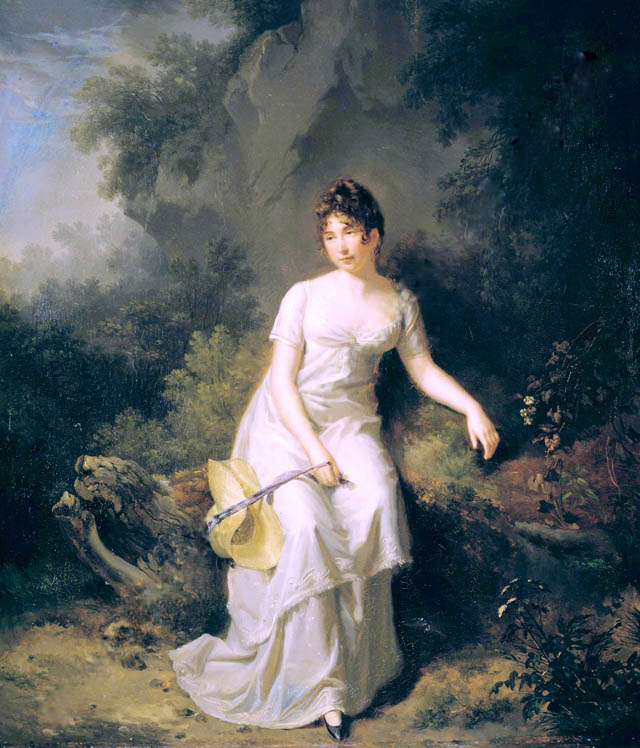
La comtesse Catherine Golovkine (1800)

Le comte Youri Alexandrovitch Golovkine (1762 – mort au domaine de Constantinovo, dans l'ouïezd de Romeski, en 1846) est un diplomate russe qui fut ambassadeur à Stuttgart (1813–18) et à Vienne (1818–1822) ; il est cependant passé à la postérité pour l’expédition qu'il dirigea vers la Chine, en 1805.

## Origines familiales
Golovkine est né à Lausanne du comte Alexandre Alexandrovich Golovkine (petit-fils du chancelier de Pierre le Grand, Gavriil Golovkine) et de sa femme, la baronne Wilhelmine-Justine von Mosheim. Cette dernière s'était remariée avec le duc Jean-Louis de Noailles et c'est ainsi que le jeune Golovkine fut élevé à Paris, dans la religion protestante. À la chute de l’Ancien Régime, Youri Golovkine rentra en Russie et se mit au service de Catherine II de Russie.

## Mission en Chine
Cela faisait des années que le vice-ministre russe des Affaires Étrangères, le Prince Adam Jerzy Czartoryski, préparait une mission en Chine, en partie pour faire équilibre à la domination croissante de l'empire napoléonien sur l'Europe, qui ne laissait à la Russie que peu de perspectives d'expansion, mais aussi pour faire pièce à l'ambassade du comte Macartney dépêchée par le Royaume-Uni en 1793 ; l'importance économique de la Compagnie russe d'Amérique et du commerce russe avec la Chine était en effet considérable. Le Traité de Kiakhta (1727) avait créé un comptoir commercial à Kyakhta sur la frontière russo-chinoise (aujourd'hui sur la frontière russo-mongole), à peu près à mi-chemin entre Irkoutsk et Ourga (l'actuelle Oulan Bator). Toutefois, le dynamisme du commerce européen dans les ports chinois de la côte Pacifique, notamment à Canton, incitait les Russes à multiplier les échanges avec la Chine ; si bien qu'au mois de février 1803, le comte Nikolaï Roumiantsev, Ministre du Commerce, proposa d'en finir avec l’isolationnisme commercial complet de l'Extrême-Orient par une triple stratégie : l'envoi de la légation Golovkine, chargée de rallier la Chine en traversant (en plein hiver) la Sibérie ; l'envoi de la légation de Nikolaï Rezanov au Japon, enfin la circumnavigation du globe par l'amiral Johann Adam von Krusenstern, qui serait une première pour l'Empire russe. La mission officielle de Golovkine était d'informer le gouvernement chinois de l'avènement du tsar Alexandre Ier, mais ses buts officieux étaient de négocier l'accès des navires marchands russes au port de Canton, ainsi que l'ouverture d'un consulat de Russie à Pékin et d'obtenir l'accord des Chinois pour l'envoi d'une mission russe au Tibet.
Au début du mois de janvier 1806, Golovkine et ses collaborateurs rallièrent Ourga (Oulan Bator). Là, par un froid glacial, ils furent invités à un banquet en plein air, et leurs hôtes leur enjoignirent de s'agenouiller (cérémonie du kowtow) devant une table sur laquelle étaient posés trois chandeliers. Golovkine refusa de s'exécuter, déclarant qu'il ferait bien volontiers sa révérence devant l'empereur lui-même, mais non devant un meuble. Dès lors, les perspectives de son ambassade réduites à néant, Golovkine et son train d'équipage n'eut plus qu'à revenir sur ses pas, via Irkoutsk puis Saint-Pétersbourg.

## Conséquences
Il n'y a rien de tel qu'un échec pour condamner un homme à l'obscurité : depuis 1875, rien de significatif n'a été écrit sur l'expédition Golovkine, même en langue russe. Pour la période d'après-guerre, ce silence peut s'expliquer par l'intérêt exacerbé des universitaires soviétiques pour les relations sino-soviétiques dans la mesure où, comme l'un d'entre eux l'a écrit en 1959, cette tentative d'exploitation et de conquête du marché chinois aurait ravivé des relents d'impérialisme.
Si l'ambassade Golovkine fut un échec politique, elle a constitué une ouverture intellectuelle qui a passionné la jeunesse de Saint-Pétersbourg. Philippe Weigel, dont les Mémoires constituent une source de première main sur les entreprises de la haute société russe au XIXe siècle, rappelle combien la tentative de rallier la Chine par voie continentale a excité les imaginations à l'époque ; sa propre motivation, cependant, était en partie pécuniaire, car jusque-là ce n'est que grâce à des relations au sein de l'aristocratie qu'il était parvenu à obtenir un poste de secrétaire d'ambassade. Mais l'expédition comprenait aussi un grand nombre de savants, rémunérés par l’Académie des sciences de Saint-Pétersbourg et placés sous l'autorité du comte Jan Potocki (1761–1815). Ce dernier ne devait certainement pas uniquement ce poste à ses relations avec son compatriote le Prince Adam Jerzy Czartoryski : sa stature intellectuelle et politique le recommandaient éminemment pour ce rôle, et il est vraisemblable que sans son appui, l’orientaliste allemand, Julius Klaproth n'aurait pu participer à l'aventure. L'expédition permit d'explorer de nouvelles régions de la Sibérie, et d'en étudier la faune et flore, etc.